# ديفيد آدمز
ديفيد ب. آدمز (بالإنجليزية: David B. Adams)‏ من مواليد 1950 وهو أستاذ الجراحة الحاصل على الدكتوراه في الطب ورئيس قسم جراحة الجهاز الهضمي والمناظير والمدير المشارك لمركز الأمراض الهضمية في الجامعة الطبية لولاية كارولينا الجنوبية. اُعترف به كخبير في العمليات الجراحية المزمنة لالتهاب البنكرياس ونشر أكثر من 100 مقالة وقدم أكثر من 100 عرض حول اهتماماته السريرية كما استضاف ندوة البنكرياس المزمنة في عام 2014 في جزيرة كياوا.

## حياته
ولد آدمز في عام 1950 في أنابولس بولاية ماريلاند في أكاديمية الولايات المتحدة البحرية. ثم انتقل إلى عدة أماكن منها: نيوبورت ورود آيلاند وأرلينغتون وفرجينيا وباريس وفرنسا. تخرج من جامعة ولاية كارولينا الشمالية في تشابل هيل في عام 1973 ثم ذهب للحصول على درجة طبية في كلية الطب بولاية فرجينيا في عام 1977.
بعد الانتهاء من تدريبه وإقامته في الجراحة في عام 1982 في المستشفى البحري الأمريكي، بورتسموث، فرجينيا، تم تعيينه رئيسا للجراحة في المستشفى البحري الأمريكي، خليج غوانتانامو، كوبا (حيث كان الجراح الوحيد). في عام 1983، عاد إلى الولايات المتحدة القارية. وبعد ثلاث سنوات، التحق بالكلية في قسم الجراحة في جامعة كارولينا الطبية.

## المناصب التي حصل عليها
- رئيس جمعية وارينغ
- رئيس جمعية ساوث كارولينا الجراحية
- رئيس فرع ولاية كارولينا الجنوبية «الكلية الأمريكية للجراحين»[3]
- رئيس الكلية الأمريكية للجراحين
- نائب رئيس جمعية هالستيد
- النائب الثاني لرئيس جمعية الجراحة الجنوبية

## عضويته
- الكلية الأمريكية للجراحين
- الجمعية الأمريكية لتنظير الجهاز الهضمي
- جمعية الجراحين والأمعاء الأمريكية
- المؤتمر الجراحي الجنوبي الشرقي
- نادي البنكرياس
- جمعية جراحة الجهاز الهضمي
- الجمعية الدولية للجراحة الهضمية
- جمعية الجراحة الجنوبية
- الرابطة الدولية لبنكرياس
- جمعية هالستد
- جمعية الجراحة الأمريكية